# Andreas Steiner (Mediziner)
Andreas Konrad Steiner (* 29. Januar 1937 in Zürich) ist ein Schweizer Arzt, Chirurg, Entwicklungshelfer, Schriftsteller und Philosoph.

## Leben

### Ausbildung
Steiner besuchte eine Primarschule in Zollikon, und das Realgymnasium in Zürich.
Nach der Matura 1955 folgte ein Studium der Medizin an den Universitäten in Genf, Hamburg, Paris und Zürich. Ein Eidgenössisches Arztdiplom erhielt er in Zürich am 4. Dezember 1961.
Nach dem Staatsexamen folgte die Ausbildung zum Chirurgen FMH zuerst am Buffalo General Hospital, Buffalo N.Y. USA, dann an der Chirurgischen Universitätsklinik Basel. Nach Erhalt des FMH für Chirurgie arbeitete Steiner während dreieinhalb Jahren als chirurgischer Oberarzt am Kreisspital Männedorf im Kanton Zürich.

### Tätigkeit als Arzt in Afrika und Südamerika
Schon früh wollte Steiner als Arzt in der Dritten Welt arbeiten. 1964 arbeitete er für das Rote Kreuz im Jemen und war danach zwei Jahre in den USA tätig. Nach Ausbildung und ausgedehnter praktischer Erfahrung in der Chirurgie gelangte er 1976 über Medicus Mundi Schweiz an das Albert-Schweitzer-Spital in Lambaréné. Als Chefarzt bildete er dort systematisch afrikanisches Hilfspflegepersonal aus. Er initiierte ein Forschungslabor für Tropenkrankheiten. In Zusammenarbeit mit dem Tropeninstitut Hamburg entstanden unter Steiner die ersten Arbeiten und Publikationen (über Bilharziose).
1980 verließ Steiner das Albert-Schweitzer-Spital und übernahm die Leitung eines Basisgesundheitsprojekts im Alto Chicama, östlich der Stadt Trujillo in Peru. Das Krankenhaus von Coina lag auf 2000 m ü. M. Steiner rüstete es neu aus und setzte es wieder in Betrieb. Zu Beginn des Jahres 1984 mussten sich alle Ausländer aus dem Andenhochtal zurückziehen, da dort die maoistische Terrororganisation Leuchtender Pfad anfing ihr Unwesen zu treiben und auch die Ausländer im Gesundheitsprojekt des Hospital Coina bedrohte.
Eine amerikanische Organisation übertrug Steiner im September 1984 die Leitung eines integrierten Basisgesundheitsprojekt in Manono im nördlichen Katanga des Zaire. Die Fläche, auf der Steiner für die Gesundheitsversorgung der Bevölkerung verantwortlich war, betrug rund 40'000 km², sie hatte ungefähr die Größe der Schweiz. Ein ehemaliges Kolonialspital wurde wiederbelebt, zwei weitere Krankenhäuser wurden unter Steiners Leitung gebaut und in Betrieb genommen. In 14 größeren Dörfern wurden Gesundheitsstationen (centres de santé rurale) eingerichtet, im Hauptort Manono wurde eine Schwestern-Hebammenschule eröffnet. Zur besseren kindlichen Ernährung wurden mit den Müttern in den Dörfern Gemüsegärten angelegt. Quellfassungen und Ziehbrunnen wurden gebaut. Im Projekt, für das Steiner verantwortlich war, arbeiteten 300 Zairer, darunter vier Ärzte, die Steiner in Spitalverwaltung und Chirurgie ausbildete.
1991 überließ Steiner das Projekt Manono den Afrikanern und widmete sich weiteren Projekten in Lesotho, Südafrika, Simbabwe, Sambia, Kenia und Angola. Anschließend arbeitete er von 1992 bis 1995 als Associate Professor und ab 1995 als Vorsteher der Chirurgie im Gonder College of Medical Sciences, das damals Teil der Universität Addis Abeba, Äthiopien, war. Hier befasste er sich vor allem mit chirurgischen Problemen; gleichzeitig hielt er Vorlesungen für die Medizinstudenten und bildete diese praktisch aus.

### Rückkehr in die Schweiz
1994 schickte Steiner seine Familie in die Schweiz, da die jüngeren Kinder aus zweiter Ehe jetzt bessere Schulen, als es in Äthiopien gab, wo auf Amharisch unterrichtet wurde, besuchen mussten. Im März 1995 verlegte auch Steiner seinen Wohnsitz in die Schweiz. 1995/96 absolvierte er Kurzeinsätze als Experte in Angola, Ruanda, Senegal, Mauretanien, Zaire.

### Studium der Geisteswissenschaften
Anschließend widmete sich Steiner den Geisteswissenschaften, für die er sich schon seit der Gymnasialzeit interessiert hatte. Von 1997 bis 2003 studierte er Philosophie und neuere deutsche Literatur an der Universität Zürich. Im Juni 2003 Abschluss als lic.phil., was heute einem Master of Philosophy entspricht.

## Publikationen
- Geschichten aus dem Busch. Begegnungen eines Arztes in Afrika. Bäbler Verlag, Bern, 1993. ISBN 3-905128-06-3
- Wir in Afrika, drei Theaterstücke. Focus Verlag, Giessen, 1997. ISBN 3-88349-461-5
- Afrika und wir: Über unser Eingreifen in Afrika. Bilanz nach fünfzehn Jahren als Arzt in Afrika. Focus Verlag, Giessen, 1996. ISBN 3-88349-439-9
- Flammenzeichen, Fouqué Verlag, Frankfurt/M., 2000. ISBN 3-8267-4880-8
- Das Leben, unser höchstes Gut. Albert Schweitzers Ethik im 21. Jahrhundert. Herder Verlag, Freiburg i. Br. 2006. ISBN 978-3-451-23070-7
- Transzendente Wirklichkeit. Karl Alber Verlag (Herder), Freiburg i.Br. 2010. ISBN 978-3-495-48398-5
- Aufbruch in ein mehrdimensionales Denken. Eine gesellschaftspolitische Streitschrift., Herder Verlag Freiburg i.Br. 2014. ISBN 978-3-451-33290-6
- Der große Staatsvertrag um Nathalie. Roman, Karin Fischer Verlag, Aachen 2014. ISBN 978-3-8422-4276-0
- Allerlei Verse aus einem halben Jahrhundert. Gedichte. Deutscher-Lyrik-Verlag, Aachen, 2014. ISBN 978-3-8422-4329-3
- Als Arzt in Urwald und Gebirge: Lebensrückblicke zwischen Entwicklungshilfe und Migration, Münster Verlag, 2017. ISBN 978-3905896718